# Neognophomyia spectralis
Neognophomyia spectralis is een tweevleugelige uit de familie steltmuggen (Limoniidae). De soort komt voor in het Neotropisch gebied.